# ميتش غانون
ميتش غانون هو فنان قتال مختلط كندي، ولد في 10 أكتوبر 1984 في ويست نيبسينغ في كندا.

## وصلات خارجية
- ميتش غانون على موقع يو إف سي (الإنجليزية)
- ميتش غانون على موقع شيردوغ (الإنجليزية)
- ميتش غانون على موقع IMDb (الإنجليزية)